# Marjorie Taylor Greene
Marjorie Taylor Greene (ur. 27 maja 1974 w Milledgeville) – amerykańska polityk, przedsiębiorca, blisko związana z Donaldem Trumpem, propagatorka teorii spiskowych. Od 2021 członek Izby Reprezentantów.

## Życiorys
Urodziła się w Milledgeville w stanie Georgia jako córka Roberta Taylora, właściciela Taylor Commercial, firmy budowlanej z Alpharetty. Związała z tą spółką swoje życie zawodowe, w 2002 odkupując ją od ojca. Była jej dyrektorem finansowym (2007–2011), następnie zaś wiceprezesem. Kształciła się w South Forsyth High School w Cumming, w 1996 uzyskała licencjat z zakresu zarządzania na Uniwersytecie Georgii. Opuściwszy stanowisko dyrektora finansowego we wspomnianej firmie, skupiła się na rozwoju tężyzny fizycznej, podejmując treningi CrossFitu. W tym też czasie zaktywizowała się w mediach społecznościowych, rozpoczęła też publikowanie podkastów, stopniowo zyskując rozpoznawalność w sferze publicznej.
Sytuuje się na skrajnej prawicy amerykańskiego spektrum politycznego. Jest członkinią Partii Republikańskiej i gorliwą zwolenniczką Donalda Trumpa. Znana z propagowania rozlicznych teorii spiskowych, w tym Pizzagate, QAnon czy też tych dotyczących zamachu z 11 września 2001. Znana z publicznego wzywania do użycia przemocy w życiu politycznym, w tym do egzekucji spikerki Izby Reprezentantów Nancy Pelosi oraz innych prominentnych liderów Partii Demokratycznej. W jej wypowiedziach pojawiały się również wątki rasistowskie, antysemickie i antyislamskie. Sugerowała chociażby, że katastrofalne pożary, które nawiedziły Kalifornię w listopadzie 2018 były sprawką operującego z przestrzeni kosmicznej lasera powiązanego z rodziną Rothschildów. Twierdzi też, iż dla muzułmanów nie ma miejsca w amerykańskim rządzie, a Afroamerykanie są niewolnikami Partii Demokratycznej. George'a Sorosa określiła zaś mianem nazisty.
Swoją kampanię wyborczą do Kongresu rozpoczęła w 6. okręgu stanu Georgia, ostatecznie wystartowała z okręgu 14. Tak w republikańskich prawyborach, jak i we właściwych wyborach z listopada 2020 pokonała swoich kontrkandydatów ze zdecydowaną przewagą. Mandat objęła 3 stycznia 2021. Krótko zasiadała w Komisji ds. Budżetu oraz Komisji ds. Edukacji i Pracy. 4 lutego 2021 została z nich usunięta z powodu kontrowersyjnych wypowiedzi, które wygłaszała jeszcze przed dostaniem się do Kongresu.
W sierpniu 2023 roku zażądała wprowadzenia poprawki do projektu ustawy 2024 National Defense Authorization Act, celem zobowiązania prezydenta Stanów Zjednoczonych do wystąpienia z NATO.
Poślubiła Perry'ego Greene'a, doczekała się z nim trójki dzieci. Jest ewangelikalną chrześcijanką, została ponownie ochrzczona w megakościele North Point Community w 2011. W przeszłości była katoliczką.